# 快達龍屬
快達龍屬又名康塔斯龍，是鳥臀目恐龍的一屬，是種迅速及二足的植食性恐龍，生存於巴列姆期的澳洲，當時的澳洲位於南極圈之內。快達龍的體型相當於小型灰袋鼠的大小，牠們擁有大型眼睛，可以在極地的永夜中保持視力。快達龍是在1996年由帕特·里奇（Patricia Vickers-Rich）與他的丈夫托馬斯·里奇（Thomas Rich）在維多利亞州的Inverloch鎮附近所發現，並以澳洲航空的簡稱Qantas為名。

## 敘述
快達龍身長可能約1.8公尺，高度約1公尺。參考其近親，快達龍的大腿很短，但小腿長，可見牠可能是迅速的奔跑者。牠的後腳有四個腳趾，趾爪觸地，而長尾巴可協助轉向。尾巴有骨化肌腱，可協助尾巴硬挺。在股骨的上方有隆起的粗隆部，可供肌肉附著，這是稜齒龍科及更原始祖先的特徵。
目前僅發現快達龍的頜部骨頭碎片。快達龍的下頜有10顆牙齒。由於一般的稜齒龍科有至少14顆牙齒，所以快達龍的口鼻部可能較短、較鈍。快達龍有喙狀嘴，臉頜的後排牙齒呈葉狀，當牙齒磨損脫落後，新的牙齒就會長起來。這些牙齒的外側有8個明顯的垂直稜脊，內側只有一個大型稜脊。

## 生存環境
快達龍生存在1億1500萬前的澳洲，當時為下白堊紀的阿普第階或早阿爾布階。當時，南極洲是岡瓦那大陸的一部份，並在南極圈之內。白堊紀時期的氣溫較溫暖，該地區的平均氣溫為-6至5℃，而永夜維持最少約3個月。根據骨頭的成長率，顯示稜齒龍科是終年活躍的動物，沒有冬眠的習性。骨頭結構也顯示牠們是恆溫動物，可以控制體溫。很多的澳洲稜齒龍科化石具有疾病的跡像，但這可能是牠們在冬天死亡後，骨頭被春天溶雪沖刷的痕跡。
根據近親雷利諾龍的腦殼，顯示牠們有大型的視葉、大型眼睛，可以在極地的晚間保持視力。
根據化石材料，顯示這些小型稜齒類恐龍已適應寒冷的氣候。骨頭的生長環顯示，牠們是全年活躍的動物，在冬季沒有冬眠習性。根據骨頭結構，顯示牠們是溫血動物，可以維持一定的體溫。
快達龍是種植食性恐龍，具有五個手指。牠們可能以手掌來抓取蕨類或其他植物來吃，並像現今的瞪羚般逃避獵食動物的追捕。牠可能有某種的偽裝手段，如斑點。

## 分類
依照較廣泛的定義，快達龍屬於稜齒龍科。最近的研究顯示稜齒龍科是個並系群，因此稜齒龍科目前已经被拆散。
快達龍是澳洲東南部的四個已命名稜齒龍科恐龍之一，其他三個屬為：雷利諾龍、阿特拉斯科普柯龍、以及閃電獸龍。這四個屬的化石主要為牙齒與所附著的骨頭；然而，閃電獸龍的股骨非常多樣化，可能分別屬於其他三個屬。

## 歷史
快達龍是在1996年發現，在由蒙納許大學與維多利亞博物館所主持的Dinosaur Dreaming挖掘計畫第三季所發現。快達龍的挖掘是在維多利亞州東南部Inverloch鎮的潮間帶所發現。就地理上而言，這個地點屬於旺撒吉地層的Strzelecki生物群。模式標本是由在當地長時間挖掘的Nicole Evered女士所發現，包含一個下頜的齒骨，上有數個牙齒。另有兩個下頜被暫時歸類於快達龍。
快達龍是由帕特·里奇與托馬斯·里奇夫婦所命名，以澳洲航空為名，澳洲航空曾在1993年與1996年的《大俄羅斯恐龍展覽》期間載運化石來回澳洲，並贊助南美洲與東歐的展覽活動。澳洲航空的全名為昆士蘭與北領地航空服務（Queensland and Northern Territory Air Service），縮寫為QANTAS。

## 外部連結
- Qantassaurus intrepidus[], from Dann's Dinosaurs.
- Qantassaurus at DinoData （页面存档备份，存于）